# San Rafael (Kalifornien)
San Rafael ist eine Stadt in Marin County im US-Bundesstaat Kalifornien mit 61.271 Einwohnern (Stand: 2020). Sie ist Sitz der Countyverwaltung (County Seat) von Marin County in der San Francisco Bay Area, etwa 25 Kilometer (Luftlinie) nordnordwestlich von San Francisco.
Von San Rafael führt die fast neun Kilometer lange Richmond–San Rafael Bridge in östlicher Richtung über die San Francisco Bay nach Richmond. Über die Brücke verläuft die Interstate 580. Von Norden nach Süden führt die Interstate 101 durch die Stadt.

## Geschichte
San Rafael ist an der Stelle der Mission San Rafael Arcángel entstanden, die 1817 von einem spanischen Priester gegründet worden war.
1890 wurde in San Rafael das Dominican College gegründet, eine römisch-katholische Bildungseinrichtung, die von Dominikanerinnen geführt wurde und zunächst nur Studentinnen vorbehalten war. Es ist eine der ältesten Einrichtungen für höhere Bildung in Kalifornien. 1971 wurde die Koedukation eingeführt und im Jahr 2000 wurde das College zur Dominican University of California.

## Söhne und Töchter der Stadt
- William Fechteler (1896–1967), Admiral und Chef der Marineoperationen
- Harry Anselm Clinch (1908–2003), Bischof von Monterey in California
- Garniss Curtis (1919–2012), Geologe
- Emile Waldteufel (* 1944), Radrennfahrer
- George Duke (1946–2013), Jazz-Pianist, Arrangeur und Produzent
- Mario Cipollina (* 1954), Bassist und Gründungsmitglied der Band Huey Lewis & the News
- Christian Marclay (* 1955), Künstler und Komponist
- Terry Notary (* 1968), Schauspieler und Stuntman
- Alexandra Surer (* 1969), Schauspielerin
- Brandon Noble (* 1974), American-Football-Spieler und -Trainer
- Olivia Rose Keegan (* 1999), Schauspielerin und Sängerin

## Nachweise

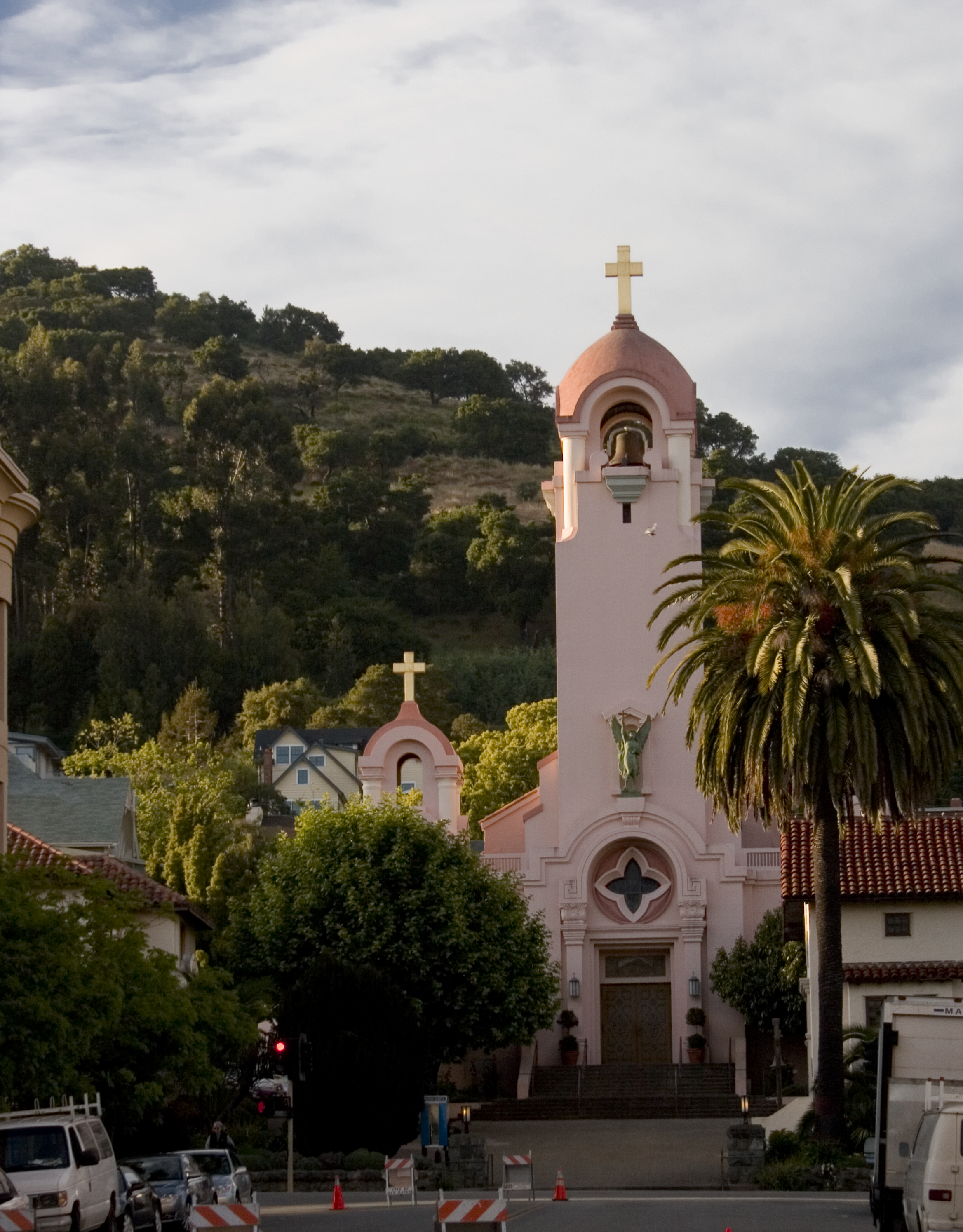
Kirche der
Mission San Rafael Arcángel

1. ↑  U.S. Census Bureau QuickFacts: San Rafael city, California. In: census.gov. Abgerufen am 23. März 2024.